# Watcharakorn Antakhamphu
Watcharakorn Antakhamphu (thailändisch พยงค์ ขุนเณร, * 12. September 1961) ist ein thailändischer Fußballtrainer.

## Karriere
Watcharakorn Antakhamphu stand die Saison 2016 bei Army United unter Vertrag. Der Verein aus der thailändischen Hauptstadt Bangkok spielte in der ersten Liga, der Thai Premier League.